# 馭謨郡
馭謨郡（日语：／ Gomu gun */?）是過去位于日本鹿兒島縣屋久島上的一個郡，在令制國時代先是屬於多禰國的郡，在多禰國被併入大隅國後，成為大隅國轄下的郡直到19世紀日本實施廢藩置縣後隸屬鹿兒島縣；已於1896年3月29日被併入熊毛郡。
合併前的轄區包括：
- 上屋久村（現已併入屋久島町）
- 下屋久村（現已併入屋久島町）